# Philippinocorynus philippinensis
Philippinocorynus philippinensis es una especie de coleóptero de la familia Attelabidae.

## Distribución geográfica
Habita en Filipinas.